# Telgárt
Telgárt (1948 bis 1990 slowakisch „Švermovo“; deutsch Thiergarten, ungarisch Garamfő – bis 1902 Telgárt) ist eine Gemeinde in der Slowakei am südöstlichen Rand der Niederen Tatra am Oberlauf des Flusses Hron.

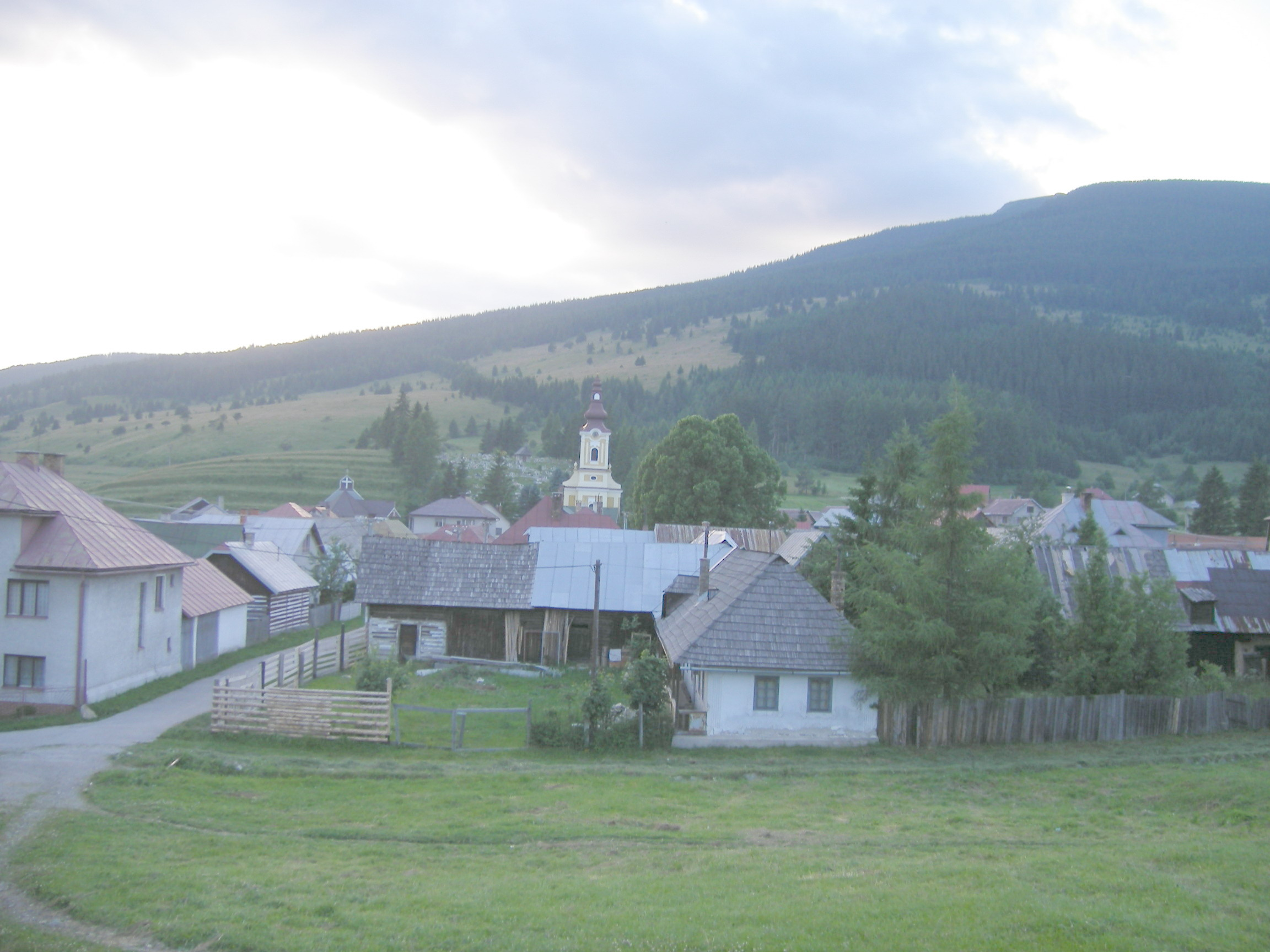
Blick in den Ort

## Geschichte
Telgárt wurde im Jahre 1326 erstmals urkundlich erwähnt. Der Name ist deutschen Ursprungs (Tiergarten) und bedeutet so viel wie Wildgehege, Wildwald. Die nahezu ausschließlich slowakische Bevölkerung nahm zu Beginn des 18. Jahrhunderts auf Betreiben des Gouverneurs des Komitats Hont, General Stephan II. Koháry, mehrheitlich den griechisch-katholischen Glauben an.
Gegen Ende des Zweiten Weltkriegs war Telgárt eines der Zentren des Slowakischen Nationalaufstands und wurde in einer Strafmaßnahme der deutschen Besatzer am 5. September 1944 weitgehend zerstört.
Nach dem Krieg wurde der Ort wieder aufgebaut und in der kommunistischen Tschechoslowakei nach Jan Šverma – einem der Führer des Slowakischen Nationalaufstands – benannt. Diese Benennung wurde auf Bitten der ortsansässigen Bevölkerung 1990 rückgängig gemacht, da der Ortsname T. weiterhin allgemein gebräuchlich sei und zudem Šverma niemals in Telgárt gewesen sei.
Heute wird Telgárt von der Landwirtschaft und vom Tourismus geprägt.

## Bevölkerung
| Jahr                | 1994 | 2004    | 2014    | 2024    |
| ------------------- | ---- | ------- | ------- | ------- |
| Anzahl der Personen | 1630 | 1531    | 1530    | 1506    |
| Unterschied         |      | −6,07 % | −0,06 % | −1,56 % |

| Jahr                | 2023 | 2024    |
| ------------------- | ---- | ------- |
| Anzahl der Personen | 1525 | 1506    |
| Unterschied         |      | −1,24 % |

## Sehenswürdigkeiten in der Umgebung
- Hron-Quelle nordöstlich des Ortes
- Mineralwasserquelle im Ort
- Naturreservat Hron-Mäander
- Berg Kráľova hoľa (1948 m) in der Niederen Tatra
- Berg Stolica (1478 m) im Slowakischen Erzgebirge
- Spiraltunnel auf der Bahnstrecke Margecany–Červená Skala

## Bedeutende Persönlichkeiten
- Anastázia Miertušová, slowakische bildende Künstlerin